# سیارک ۲۶۶۹۹
سیارک ۲۶۶۹۹ (به انگلیسی: 26699 Masoncole، نامگذاری:2001FZ128)۲۶۶۹۹مین سیارک کشف شده‌است که در ۳۰ مارس ۲۰۰۱ کشف شد.